# Fredens Kirkegård (Odense)
Fredens Kirkegård er en kirkegård tilhørende Fredens Kirke, der er beliggende i Skibhuskvarteret i Odense. Kirkegården blev indviet i 1920 og forvaltes af Odense Kommunale Kirkegårde.

## Kendte personer begravet på Fredens Kirkegård
- Carl Bertelsen
- Aksel Larsen
- Gudrun Lorenzen (nedlagt)
- Jørgen Leschly Sørensen

## Eksterne kilder og henvisninger
- Fredens Kirkegård, Odense hos danmarkskirker.natmus.dk (Danmarks Kirker, Nationalmuseet)
- Fredens Kirkegård på gravsted.dk

|  | Denne artikel om lokaliteten Fredens Kirkegård (Odense) kan blive bedre, hvis der indsættes et (bedre) billede. Du kan hjælpe ved at afsøge Wikimedia Commons for et passende billede eller lægge et op på Wikimedia Commons med en af de tilladte licenser og indsætte det i artiklen. |